# Старыш, Анатолий Трофимович
Старыш, Анатолий Трофимович (03.08.1947, с. Приозёрное, Измаильский р-н, Одесская обл., УкрССР) — советский и казахстанский военный деятель, заместитель командующего Силами воздушной обороны по военно-воздушными силами Вооруженных Сил Республики Казахстан (1998—2001), генерал-майор авиации в отставке.

## Биография
Родился 3 августа 1947 года в селе Приозёрное Измаильского района Одесской области Украинской ССР.
В 1970 году окончил Черниговское высшее военное авиационное училище летчиков.
После окончания училища служил в Вазиани (Грузия).
В 1978 году окончил Военно-воздушную академию им. Ю. А. Гагарина.
Направлен в ГСВГ на должность командира АЭ.
В 1983 году переведён в Среднеазиатский военный округ.
Три года находился в служебной командировке в Сирии.
В 1988 году окончил Военную академию Генерального штаба Вооруженных Сил СССР.
С 1998 по 2001 годы заместитель командующего Силами воздушной обороны по Военно-воздушным силам Вооруженных Сил Республики Казахстан.
Летал на самолётах Су-25 , Миг-21 , Миг-23 и Миг-27, общий налет составил 3500 часов.
Уволился в 2001 году. Проживает в городе Алматы.

## Награды
- Орден «За службу Родине в ВС СССР» 3 степени
- Юбилейные медали.
- «Военный лётчик-снайпер»